# 미셸 드브레
미셸 드브레(프랑스어: Michel Debré)는 1912년 1월 15일 파리 7구에서 태어나 1996년 8월 2일 몽루이쉬르루아르에서 사망한 프랑스의 정치인이다. 드브레는 1959년 1월 8일부터 1962년 4월 14일까지 프랑스 제5공화국의 초대 총리로 재임하였다.
레지스탕스이자 드골주의자인 드브레는 1948년부터 1958년까지 앵드르에루아르 상원의원이었다. 1958년 드골 장군이 정권을 다시 잡은 이후, 드브레는 법무장관으로 임명되었다. 동시에 드브레는 제5공화국 헌법 초안을 작성하기도 했다. 드골 장군이 프랑스 대선에 나서고 총리로 지명된 드브레는 3년 뒤 대통령 선거에 직접 보통 선거를 도입하려는 드골 장군의 계획을 둘러싼 갈등으로 인하여 사임한다.
드브레는 이후 1966년부터 1968년까지 경제·재정부 장관으로 재임하였으며, 1968년부터 1969년까지는 외무부 장관을, 1969년부터 1973년까지는 국무부 장관을 역임한다. 1981년 대통령 선거에서 어떤 정당의 지원도 받지 않은 소규모 보수 진영 후보자로 출마한 드브레는 1.7%의 지지를 받으며 전직 총리 출신이 출마한 선거에서 가장 낮은 표를 받은 채 낙마한다.
1988년까지 레위니옹 하원의원직을, 1989년까지는 앙부아즈 시장직을 역임한 드브레는 "거물 드골주의자" 중 하나로 평가받았다.
드브레는 1988년 아카데미 프랑세즈 회원으로 선출되었다.

## 생애

### 어린 시절, 학생 시절과 정치 입문

#### 가족
미셸 드브레는 프랑스의 현대 소아청소년과 창시자로 평가받는 로베르 드브레(1882-1978) 교수와 의학교수자격자 잔 드바퐁상의 아들이다. 드브레는 랍비 시몽 드브레(1854-1939)와 화가 에두아르 드바퐁상의 손자이기도 하다.
드브레 가문은 프랑스의 주요 인물들을 배출했는데, 주로 의학계에서 발자취를 남겼으며, 미셸 드브레의 형제자매인 올리비에 드브레와 클로드 모노브로카와 같은 화가 역시 드브레 가문의 구성원이다.
미셸 드브레는 건축가 샤를 르마르스쿠아(1870-1972)의 딸이자 역시 건축가였던 노엘 르마르스쿠아(1903-1982)의 누이, 안마리 르마르스쿠아와 결혼하여, 4명의 자식을 낳았다.
- 뱅상 드브레, 1939년생, 회장
- 프랑수아 드브레, 1942년생, 저널리스트
- 베르나르 드브레, 1944년생, 비뇨기과 의원 소속 의학교수자격자이자, 1986년부터 1994년까지, 그리고 2004년부터 2017년까지 국회의원직을 역임하였으며 앙부아즈 시장직을 1992년부터 2001년까지 재임한 정치인으로 전 해외 협력부 장관
- 장루이 드브레, 베르나르 드브레의 이란성 쌍둥이, 장루이 드브레 역시 정치인으로 2002년부터 2007년까지 프랑스 국민의회 의회장으로, 2007년부터 2016년까지 헌법평의회 의회장으로 재임한 전 내무부 장관

#### 학업
미셸 드브레는 파리 리세 몽테뉴에서 수학하였으며, 이후 리세 루이르그랑에서, 뒤이어 시앙스포에서 학업을 이어가며, 파리 대학교 법학부에서 법학 박사가 되었으며, 또한 소무르의 기병 예비역 장교 학교(École des officiers de réserve de la cavalerie)에도 입학하였다. 드브레는 22살의 나이로 국참사원(Conseil d'État) 감사관 시험에 합격한다.

### 제5공화국의 총리

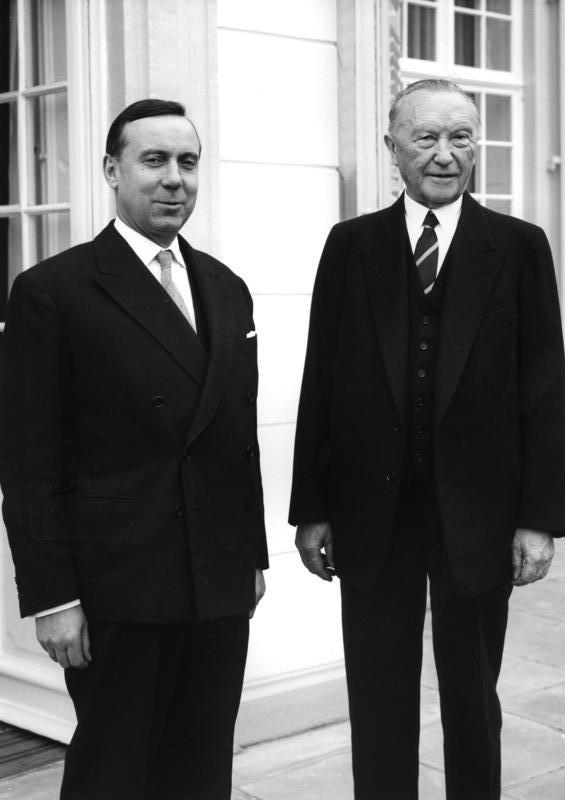
서독 총리 콘라드 아데나워와 함께 있는 미셸 드브레, 1960년 본.

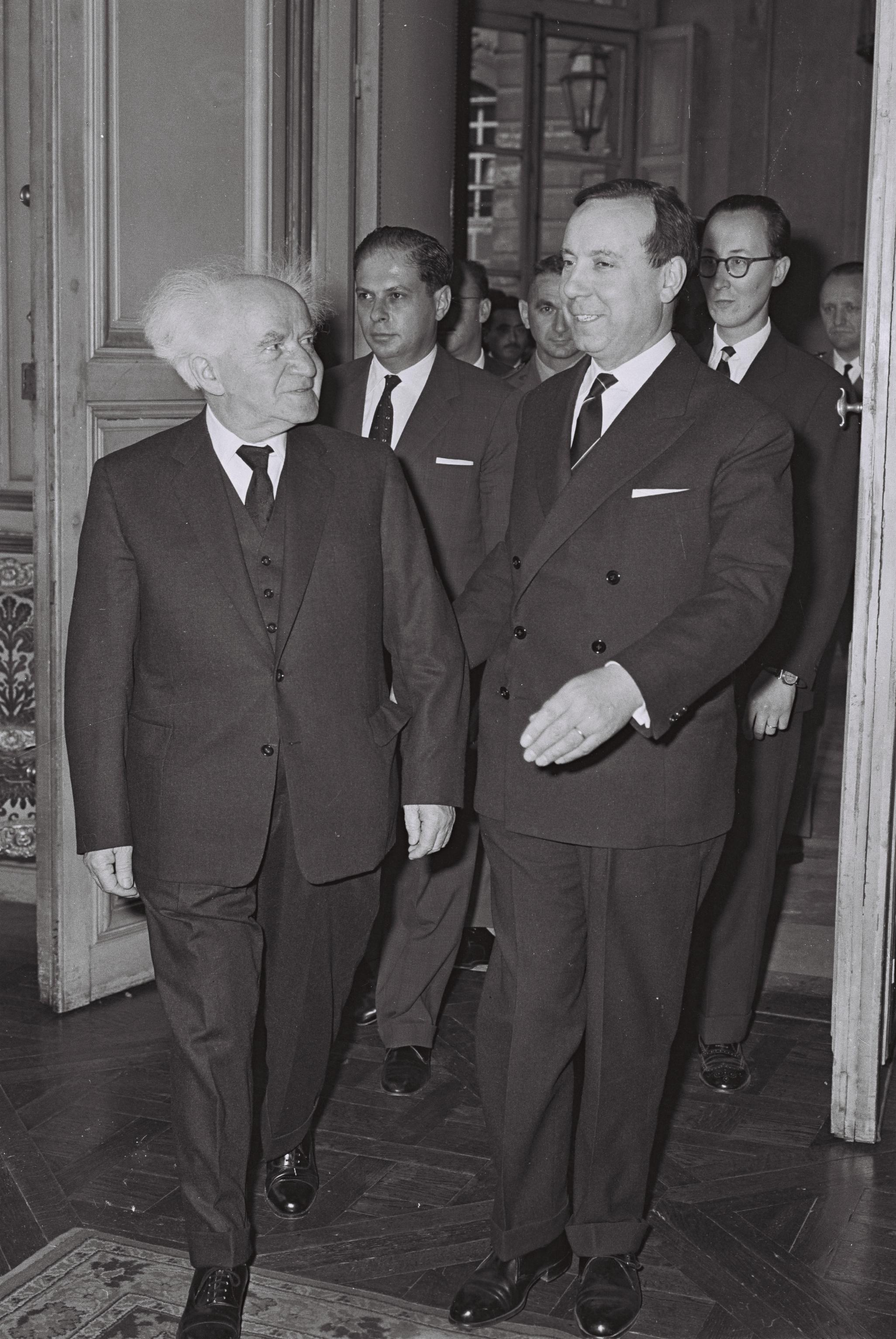
미셸 드브레와 이스라엘 총리 다비드 벤구리온, 1960년 파리.

드브레는 샤를 드골 정부 3기 시절인 1958년 법무장관이 되었다. 드브레는 제5공화국 헌법 초안 작성에 있어 중요한 역할을 수행했다. 제5공화국 헌법은 국민투표와 선거에서 승리한 드골주의자들에 의하여 광범위하게 제정되었으며, 드브레는 1959년 1월 8일 새 총리직에 취임한다. 드브레는 대부분이 UNR당에 속해 있던 27명의 구성원과 함께 새 정부를 꾸렸다.
1962년 4월 8일 국민투표가 시행된 지 며칠 지나지 않아 에비앙 협정이 승인되며 드골 장군은 총리직에서 드브레를 내치고 조르주 퐁피두를 새 총리로 기용한다. 드브레가 마티뇽 관저에서 총리 직무를 수행할 동안, 투자율은 1년에 약 10%씩, 산업 생산율은 6%씩 올랐으며, 국내, 국외 부채 모두 완화되었다.

## 역대 선거 결과
| 선거명      | 직책명 | 대수 | 정당     | 1차 득표율 | 1차 득표수 | 2차 득표율 | 2차 득표수 | 결과 | 당락 |
| ----------- | ------ | ---- | -------- | ---------- | ---------- | ---------- | ---------- | ---- | ---- |
| 1981년 선거 | 대통령 | 21대 | 기타우파 | 1.66%      | 481,821표  |            |            | 8위  | 낙선 |